# Радвенці
Радвенці (словен. Radvenci) — поселення в общині Горня Радгона, Помурський регіон, Словенія. Висота над рівнем моря: 218,1 м.